# Touché (bordspel)
Touché is een bordspel, bedacht door W. Bobette. Het spel is in 1996 uitgegeven. In Nederland is het spel uitgegeven door de Nederlandse spellenuitgever Jumbo, daarbuiten is het spel uitgegeven door Parker. Touché is een combinatie van kaartspel en bordspel. Grote overeenkomst bestaat er met het spel Sequence van Parker en in de verte is er verwantschap met Cartino van Ravensburger.
Touché bevat een spelbord, pionnen in 4 kleuren, een aanwijsstaafje en twee pakken gewone speelkaarten, dus het kaartspel met 4 kleuren en 13 kaarten. Deze kaarten zijn in hoog-laag volgorde afgebeeld op het spelbord.
De bedoeling is dat de spelers met hun pionnen geometrische patronen (bijvoorbeeld een vierkant) vormen op het spelbord.
Elke speler ontvangt aan het begin van het spel vijf kaarten. Om de beurt spelen de deelnemers aan het spel een kaart uit en zetten een van hun pionnen op een van de twee overeenkomstige vakjes op het spelbord. Vervolgens nemen zij een nieuwe kaart uit de voorraad ongespeelde kaarten. De speler die het eerst een geoorloofd patroon heeft gelegd, wint het spel.
Touché kan gespeeld worden met 2, 3 en 4 personen of teams. Een spel met twee personen duurt ongeveer een half uur.